# Maria Susanna Cummins
Maria Susanna Cummins, ameriška pisateljica, * 9. april 1827, Salem, Massachusetts, † 1. oktober 1866, Dorchester, Massachusetts.

## Življenje in delo
Bila je najstarejša izmed štirih otrok Davida Cumminsa in Marie F. Kittredge. Šolala se je doma in v dekliški šoli v Lenoxu, Massachusetts. K pisateljevanju jo je spodbujal oče. Leta 1854 je objavila sentimentalni roman Prižigalec (The Lamplighter), ki ji je prinesel slavo. Nobena od njenih naslednjih knjig ni bila tako uspešna kot Prižigalec. Objavljala je tudi v časopisnih podlistkih.

## Dela
- 1854: The Lamplighter
- 1857: Mabel Vaughan
- 1864: A Talk About Guides
- 1865: Around Mull
- 1860: El Fureidis
- 1864: Haunted Hearts

## Prevodi v slovenščino
- Slovenski narod, 1877: Prižigalec (roman) (COBISS)
- Slovenski narod, 1887: Mabel Vaughan (roman) (COBISS)

Romana je v slovenščino prevedel Janez Jesenko. Prevod Prižigalca je izšel v  dveh delih, prvi ima 508 strani, drugi pa 512. Roman je bil ob izidu ena izmed najobširnejših knjig v slovenščini.

## Oceni romana
- Prižigalec. Slovenec. dLib 112/5 (1877).
- Edinost. dLib 19/2 (1877).